# Сармеде
Сармеде (італ. Sarmede, вен. Sarmede) — муніципалітет в Італії, у регіоні Венето, провінція Тревізо.
Сармеде розташоване на відстані близько 460 км на північ від Рима, 65 км на північ від Венеції, 37 км на північ від Тревізо.
Населення — 3121 особа (2014).

## Демографія
Населення за роками:

Станом на 1 січня 2023 року в муніципалітеті офіційно проживало 188 іноземців з 30 країн, серед них 85 громадян країн Євросоюзу та 8 громадян України.

## Сусідні муніципалітети
- Канева
- Каппелла-Маджоре
- Кордіньяно
- Фрегона